# Тутаюк, Валида Хасбулатовна
Валида Хасбулатовна Тутаюк (23 сентября 1914, Шуша, Российская империя — 1980, Азербайджанская ССР) — советский и азербайджанский ботаник и морфолог, доктор биологических наук (1949), первая азербайджанка-действительный член АН Азербайджана (1969).

## Биография
Родилась 23 сентября 1914 года в Шуше в семье титулярного советника Хасбулата Тутаюка. В 1929 году поступила в Азербайджанский сельскохозяйственный институт, который она окончила в 1934 году. Видя способности дипломированной специалистки, администрация оставила её у себя и та на всю оставшуюся жизнь работала там же — сначала с 1934 по 1939 год в качестве научной сотрудницы, с 1939 по 1951 год и с 1962 по 1980 год в качестве заведующей кафедрой ботаники. В 1957—1962 годах занимала должность директора Института ботаники.

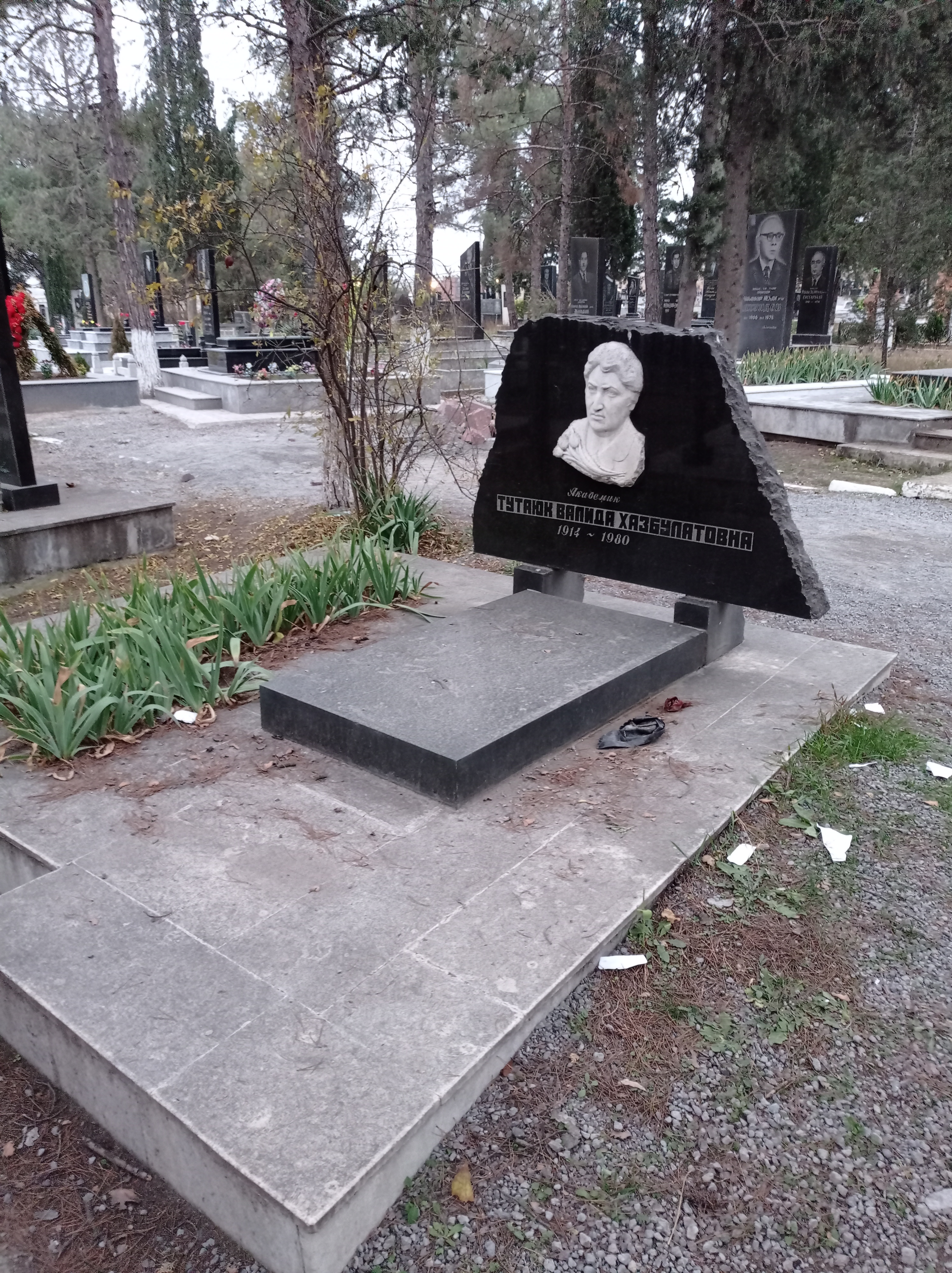

Скончалась в 1980 году. Похоронена на Аллее почетного захоронения на кладбище города Гянджа.

## Научные работы
Тутаюк опубликовала 130 научных работ, в том числе шесть монографий и четыре учебных пособия. Основные научные работы посвящены морфологии, анатомии, цитологии и филогении растений.
- Возглавляла геоботаническую экспедицию по обследованию летних пастбищ в районе Малого Кавказа.
- Изучала строение махровых цветков и аномальный эмбриогенез у представителей покрытосеменных растений различных зон СССР.
- Исследовала явление полиплоидии, отдалённой гибридизации, приспособительные структуры жизненных форм.
- Принимала участие в составлении труда «Дендрофлоры Кавказа».
- Уделяла значительное внимание практическим вопросам озеленения и охраны природы.

## Избранные сочинения
- Тутаюк В. Х. «Анатомия и морфология растений», 1972.
- Тутаюк В. Х. «Строение махровых цветков».— Баку: Изд-во АН Азербайджанской ССР, 1960.— 227 с.
- Тутаюк В. Х. «Учебник по анатомии и морфологии растений», 1958 (на азербайджанском языке).

## Членство в обществах
- Член-корреспондент (1958—1969), академик АН Азербайджанской ССР (1969—1980)[2].